# Miellin
Miellin korábbi község (település) Franciaországban, Haute-Saône megyében. 2017. január 1-jén Servance községgel egyesült és Servance-Miellin új község része lett.
Lakosainak száma 65 fő (2018. január 1.). Miellin Haut-du-Them-Château-Lambert, Belfahy, Plancher-les-Mines és Servance községekkel határos.

## Népesség
A település népességének változása:
| Lakosok száma | 74   | 73   | 75   | 65   |
|               | 2013 | 2015 | 2017 | 2018 |